# Fritz Opel (Gewerkschafter)
Caspar Fritz Magnus Opel (* 26. August 1912 in Zabrze; † 14. Oktober 1973 in Frankfurt am Main) war ein deutscher politischer Aktivist, Redakteur, Herausgeber und Gewerkschafter.

## Leben
Opels Vater fiel 1916 im Krieg, seine jüdische Mutter war Redaktionssekretärin. Er studierte nach Ablegung seines Abiturs am humanistischen Gymnasium in Berlin-Wilmersdorf von 1930 bis 1933 Rechtswissenschaft und Nationalökonomie in Berlin, das er zu Beginn der Zeit des Nationalsozialismus „aufgrund rassischer Verfolgung abbrechen musste“. Er lebte in Berlin-Zehlendorf und gehörte vor der Machtergreifung durch die Nationalsozialisten der Kommunistischen Partei-Opposition (KPO) an und war zunächst in der Illegalität als Aktivist tätig. Aufgrund seiner Beteiligung am kommunistischen Studentenwiderstand wurde er verurteilt und war wegen seiner politischen Überzeugungen von 1934 bis 1937 im Zuchthaus Brandenburg-Görden inhaftiert. Danach ging er in die Emigration, zunächst nach Frankreich, 1941 in die USA. 1943 wurde er amerikanischer Staatsbürger und zur Armee eingezogen. Ab Herbst 1944 war er Soldat erst in Frankreich und dann in Deutschland.
In der Nachkriegszeit war Opel zunächst Mitglied in der KPD und dann in der Gruppe Arbeiterpolitik aktiv, die aus der KPO hervorgegangen war. Von 1948 bis 1954 war er Angestellter des International Rescue Committee. 1949 war Opel mit Fritz Lamm Mitbegründer der „Thomas-Münzer-Briefe“, die ab 1950 bis 1959 unter dem Titel Funken. Aussprachehefte für internationale sozialistische Politik erschienen.
1953 trat er der SPD bei. Ab dieser Zeit war er Berater von Otto Brenner, dem Vorsitzenden der IG Metall. Er absolvierte 1956 ein Studium der Politik, Soziologie und des öffentlichen Rechts in Marburg und promovierte bei Wolfgang Abendroth mit dem Thema: Der Deutsche Metallarbeiterverband DMV. Seit 1956 war Vorstandssekretär der IG Metall, seit 1957 Leiter der Auslandsabteilung und später der Abteilung für Grundsatzfragen. Er war Verantwortlicher der IG Metall-Kampagne gegen die Notstandsgesetze. Von 1968 bis 1972 war er im Unterbezirksvorstand der SPD in Frankfurt. In den frühen 1960er-Jahren war er neben Georg Benz, Heinz Dürrbeck, Jakob Moneta und Hans Matthöfer im Unterstützerkreis des Sozialistischen Deutschen Studentenbunds tätig und gehörte mit Viktor Agartz „zu denen, die auf Bundesseminaren und durch ihre Vorträge die SDS-Linke besonders geprägt haben“.

## Veröffentlichungen
- 90 Jahre Industriegewerkschaft - 1891 - 1981, Hrsg.: Industriegewerkschaft Metall, Bund-Verlag, Köln 1981
- Der Deutsche Metallarbeiter-Verband - während des 1. Weltkrieges und der Revolution, Hrsg.: Otto-Brenner-Stiftung, Frankfurt am Main 1980
- 75 Jahre Eiserne Internationale - 1893 – 1968, Europäische Verlagsanstalt, Frankfurt am Main 1968
- 75 Jahre Industriegewerkschaft - 1891 bis 1966, Europäische Verlagsanstalt, Frankfurt am Main 1966
- Notstandsgesetze – Notstand der Demokratie, Hrsg.: IG Metall, Frankfurt am Main 1966